# Mosty (województwo łódzkie)
Mosty – wieś w Polsce położona w województwie łódzkim, w powiecie radomszczańskim, w gminie Żytno, nad Pilicą.
W latach 1975–1998 miejscowość administracyjnie należała do województwa częstochowskiego.